# Nyírbogdányi rét
Nyírbogdányi rét este o arie protejată (arie specială de conservare — SAC, sit de importanță comunitară — SCI) din Ungaria întinsă pe o suprafață de 61,69 ha, integral pe uscat.

## Localizare
Centrul sitului Nyírbogdányi rét este situat la coordonatele 48°03′17″N 21°51′50″E / 48.054722°N 21.863889°E.

## Înființare
Situl Nyírbogdányi rét a fost declarat sit de importanță comunitară în mai 2004 pentru a proteja 1 specie de plante și 1 specie de animale. Situl a fost protejat și ca arie specială de conservare în februarie 2010.

## Biodiversitate
Situată în ecoregiunea panonică, aria protejată conține 2 habitate naturale: Pajiști aluvionare inundabile, de Cnidion dubii, Stepe și mlaștini sărate panonice.
La baza desemnării sitului se află mai multe specii protejate:
- plante (1): Cirsium brachycephalum
- amfibieni (1): buhai de baltă cu burta roșie (Bombina bombina)